# Рошиетичи
Рошиетичи, Рошиетичь (рум. Roşietici) — село в Флорештском районе Молдавии. Является административным центром коммуны Рошиетичи, включающей также сёла Ченуша и Старые Рошиетичи.

## История
11 июня 1964 года сёла Старые Рошиетичи и Новые Рошиетичи объединены в село Рошиетич. Постановлением правительства Республики Молдова № 882 от 22.01.1992 село Старые Рошиетичи восстановлено в самостоятельное село.

## География
Село расположено на реке Реут на высоте 126 метров над уровнем моря.

## Население
По данным переписи населения 2004 года, в селе Рошиетичь проживает 656 человек (322 мужчины, 334 женщины).
Этнический состав села:
| Национальность | Число жителей | Процентный состав |
| -------------- | ------------- | ----------------- |
| молдаване      | 641           | 97,71             |
| румыны         | 13            | 1,98              |
| русские        | 1             | 0,15              |
| гагаузы        | 1             | 0,15              |
| Всего          | 656           | 100 %             |